# Helge Bruelheide
Helge Bruelheide (* 12. Januar 1962 in Bielefeld) ist ein deutscher Biologe und Professor für Geobotanik an der Universität Halle.

## Leben
Bruelheide legte 1981 die Abiturprüfung in Bielefeld-Sennestadt ab und leistete von 1982 bis 1984 Zivildienst auf der Pflegestation im Städtischen Altenheim Münster. Er studierte anschließend bis 1985 Biologie und Geographie an der Westfälischen Wilhelms-Universität Münster. Von 1986 bis 1989 studierte er Biologie an der Georg August-Universität Göttingen. 1989 verfasste er seine Diplomarbeit zum Thema „Die Vegetation der Kalkmagerrasen im östlichen und westlichen Meißner-Vorland“ und erhielt 1989 den Preis für besondere studentische Leistungen des Niedersächsischen Ministers für Wissenschaft und Kunst. 1995 folgte die Promotion an der Universität Göttingen zum Thema „Die Grünlandgesellschaften des Harzes und ihre Standortsbedingungen. Mit einem Beitrag zum Gliederungsprinzip auf der Basis von statistisch ermittelten Artengruppen.“
Von 2001 bis 2003 war Bruelheide Oberassistent (C2) in der Abteilung Ökologie und Ökosystemforschung sowie Vertreter der Professur für Geobotanik am Institut für Geobotanik und Botanischer Garten Martin-Luther-Universität Halle-Wittenberg. Seit 2004 ist er Professor für Geobotanik (C4).

## Arbeit
Neben Forschung und Lehre ist er Gutachter für die Fachzeitschriften Applied Ecology, Bulletin of the Geobotanical Institute ETH, Ecology, Ecology Letters, Flora, Folia Geobotanica, Journal of Applied Ecology, Journal of the Arid Environment, Journal of Biogeography, Journal of Ecology, Journal of Nordic Botany, Journal of Vegetation Science, Oecologia, Plant Ecology, Polish Botanical Studies und Trees.
Helge Bruelheide ist Mitherausgeber der Magazine „Journal of Vegetation Science“, „Tuexenia“, „Hercynia“ und „Journal of Plant Ecology“ (vormals Acta Phytoecologica Sinica).
Er arbeitet an den folgenden Forschungs- und Drittmittelprojekten mit: seit 2002 Gutachten für die Grant Agency der Academy of Sciences of the Czech Republik, seit 2002 im Niedersächsischen Ministerium für Wissenschaft und Kultur, seit 2005 in der European Science Foundation, seit 2007 in der Bosch-Stiftung, seit 2009 im Schweizer National-Fonds und seit 2007 gewählter Fachvertreter für das DFG-Fachkollegium 202 „Pflanzenwissenschaften“ für das Fach „Pflanzenökologie und Ökosystemforschung“.

## Schriften (Auswahl)
- Annett Baasch, Sabine Tischew, Helge Bruelheide, How much effort is required for proper monitoring? Assessing the effects of different survey scenarios in a dry acidic grassland in Journal of Vegetation Science, Vol 21, Oktober 2010, S. 876–887, Online
- Martin Böhnke, Wenzel Kröber, Erik Welk, Christian Wirth, Helge Bruelheide, Maintenance of constant functional diversity during secondary succession of a subtropical forest in China in Journal of Vegetation Science, 5. September 2013, Online
- Eva Breitschwerdt, Ute Jandt, Helge Bruelheide, Do newcomers stick to the rules of the residents? Designing trait-based community assembly tests in Journal of Vegetation Science, 16. Oktober 2014, Online
- Guy Pe’er, Aletta Bonn, Helge Bruelheide, Petra Dieker, Nico Eisenhauer, Peter H. Feindt, Gregor Hagedorn, Bernd Hansjürgens, Irina Herzon, Ângela Lomba, Elisabeth Marquard, Francisco Moreira, Heike Nitsch, Rainer Oppermann, Andrea Perino, Norbert Röder, Christian Schleyer, Stefan Schindler, Christine Wolf, Yves Zinngrebe, Sebastian Lakner: Action needed for the EU Common Agricultural Policy to address sustainability challenges. Volume 2. 2020, S. 305–316.